# Cyclobal

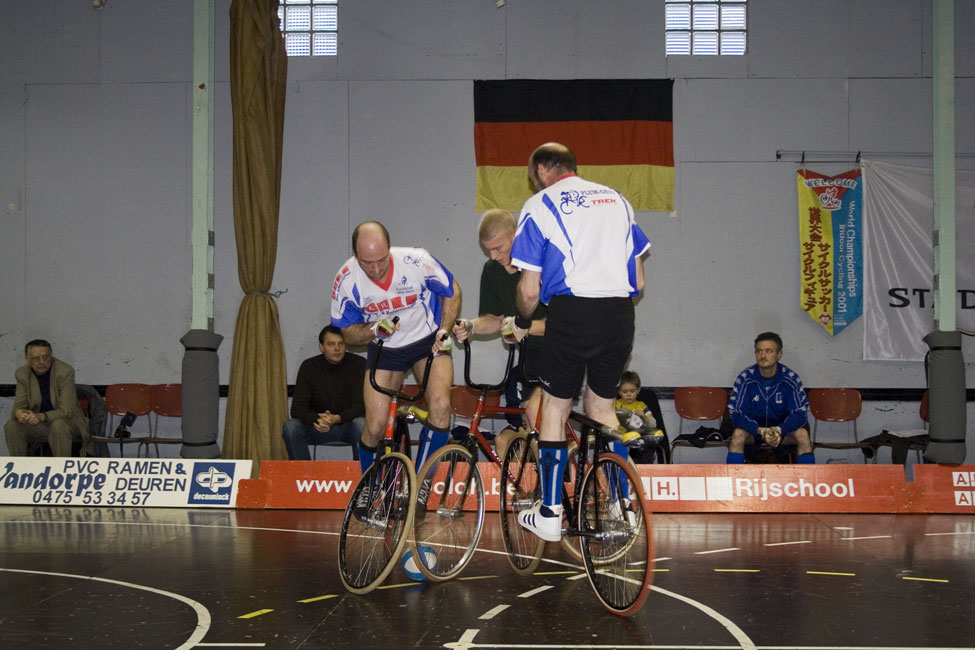
Cyclobal of fietsbal

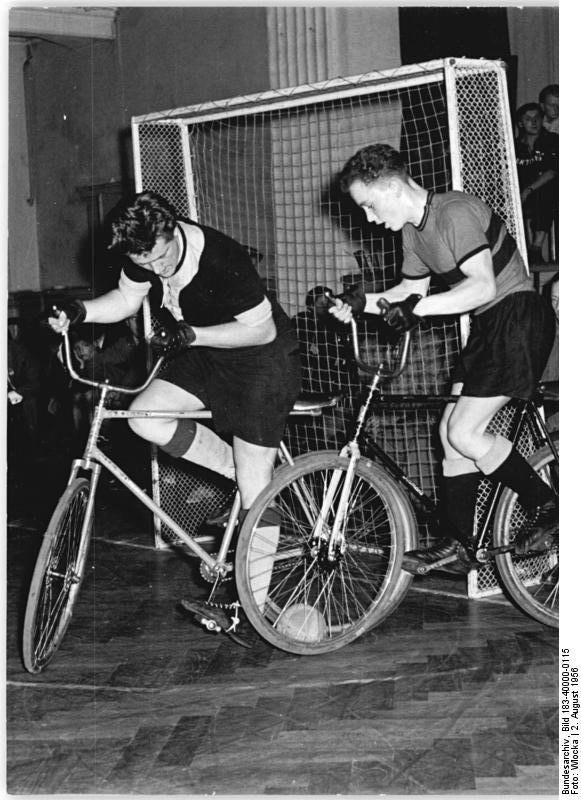
Jeugdtoernooi (1956)

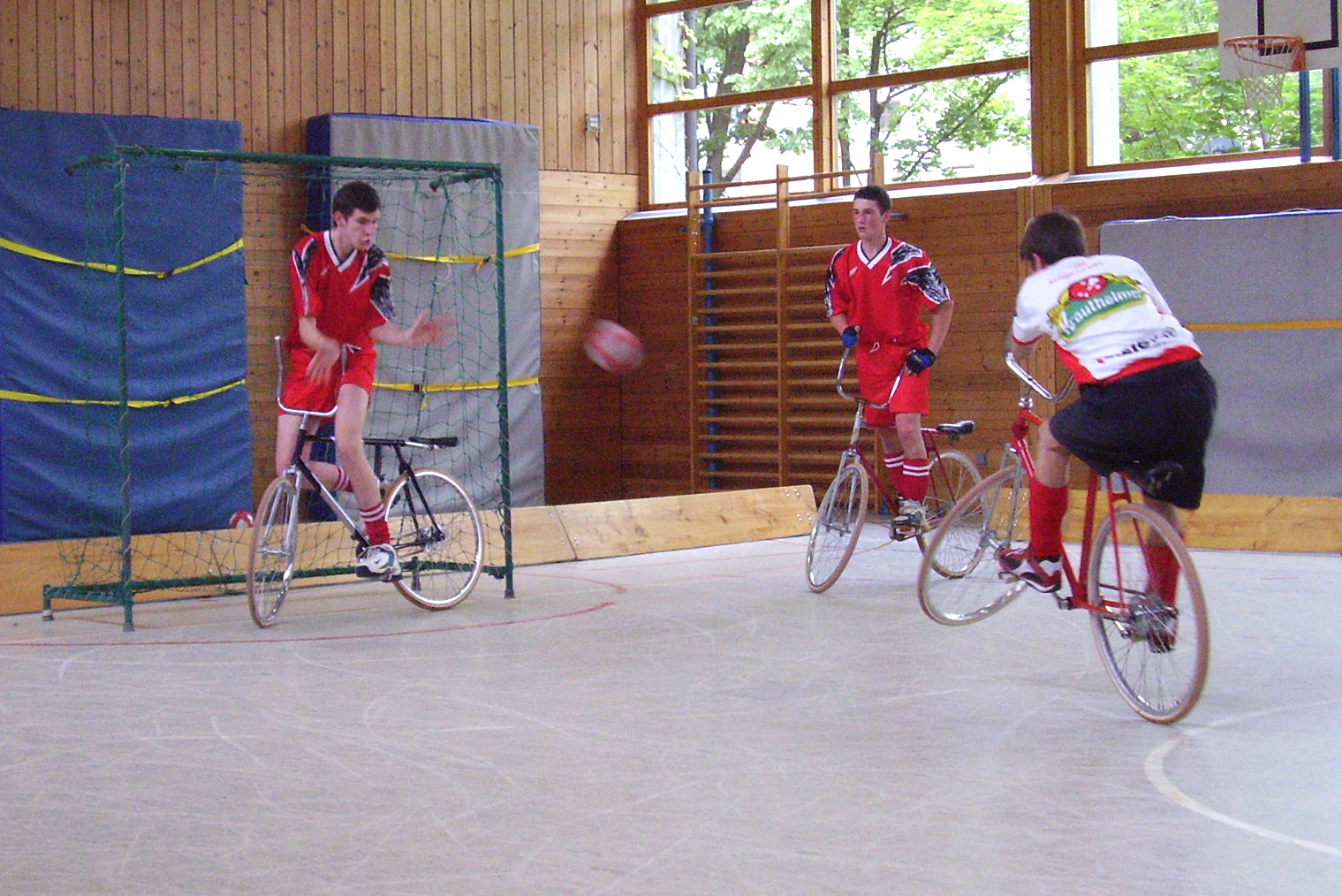
Uitvoering van een strafbal

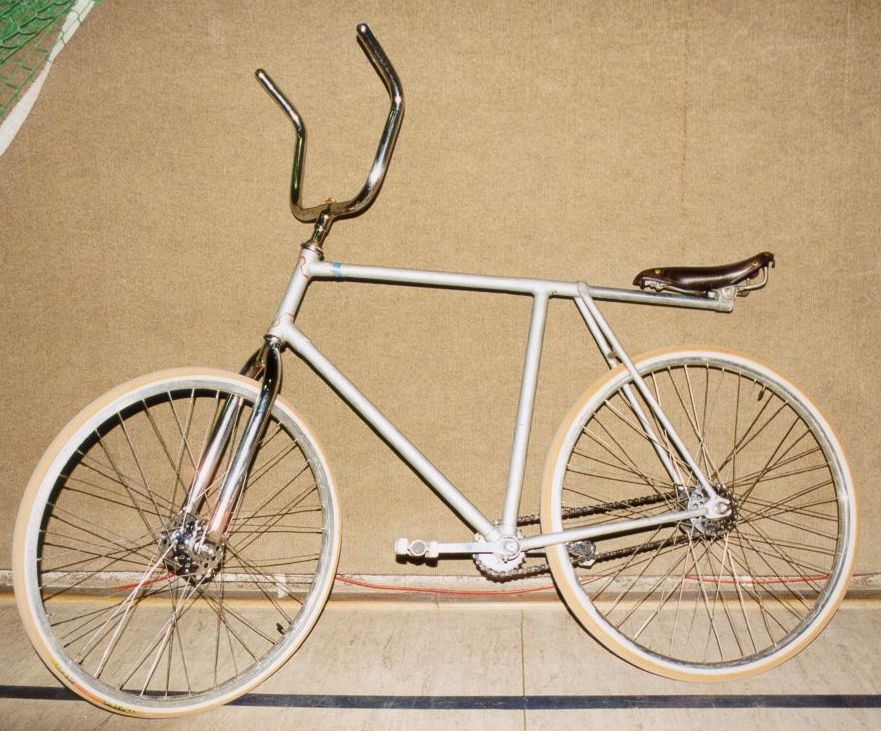
Cyclobalfiets

Cyclobal of fietsbal is een soort balspel op twee wielen waarbij getracht wordt een bal in het doel van de tegenstander te spelen.
Het spel wordt beoefend op een speciale fiets. De bal wordt hierbij gespeeld met het voor- of achterwiel, of met het lichaam, maar niet met handen of voeten. Fietsbal wordt overwegend gespeeld als zaalsport, meestal met ploegen van twee personen. Cyclobal op grasvelden in de openlucht komt vooral in verscheidene gebieden in Duitsland en Frankrijk voor. Sinds 1930 wordt het WK voor mannen gehouden en sinds 2023 ook voor vrouwen. 

## Geschiedenis
Met de ontwikkeling van de wielersport kwam men op het idee de spelregels van hockey en voetbal ook op de fiets te beproeven. Een andere versie zegt dat bij het ontstaan van deze sport het toeval een grote rol heeft gepeeld. Toen namelijk een Berlijnse kunstfietser naast een tennisveld aan het oefenen was, sprong plotseling een bal voor zijn wiel en door een onwillekeurige draai van het stuur werd de bal weer op het tennisveld teruggeslagen. Vast staat dat in het jaar 1901 voor de eerste keer door een artiest fietsbal werd gespeeld in de Wintergarten in Berlijn. In de tijd die daarop volgde namen de fietsverenigingen het als een nieuwe sport in hun programma op. Door enige veranderingen aan de fiets aan te brengen konden slagkracht en trefzekerheid voortdurend worden verbeterd. Al snel ontwikkelde zich hieruit een ploegenspel, vooralsnog op grond van geïmproviseerde regels, dat zich echter snel uitbreidde en ten slotte ook in andere landen erkenning vond. Het spel waarbij de ploegen bestaan uit twee spelers vond de meeste ingang. Vooral na 1919 werd het spel zo populair dat vrij spoedig nationale en Europese kampioenschappen, en in 1930 ook het eerste wereldkampioenschap, konden worden gehouden. De bekendste cyclobalspelers zijn de broers Jan en Jindřich Pospíšil die tussen 1965 en 1988 twintigmaal wereldkampioen werden.

## Regels
Een team bestaat uit twee personen, iedere speler kan optreden als doelverdediger of als veldspeler. Al naargelang de leeftijdklasse of categorie wordt er twee keer 5, 6 of 7 minuten gespeeld. Er is een maximale rustpauze van 2 minuten, waar niet altijd gebruik van wordt gemaakt. Tijdens deze pauze dient er wel van speelhelft gewisseld te worden. Vroeger moesten de spelers bij aanvang zich naast hun doel opstellen. Met de huidige regels, mogen de spelers zich in het veld opstellen om aan de wedstrijd te beginnen.
Het spel begint bij de middenstip. Het gaat erom de bal door slagen met voor- of achterwiel in het doel van de tegenstander te werken. Alle delen van de fiets en het lichaam mogen gebruikt worden op voorwaarde dat de voeten op de pedalen en de handen aan het stuur blijven, want het reglement verbiedt de bal actief met voeten of handen te raken. Het op andere wijze gebruiken van het lichaam, kopstoten enzovoort zijn geoorloofd. Het spelen mag slechts gericht zijn op de bal, niet op de fiets of het lichaam van de tegenspeler, dat betekent dat alleen aan de 'balzijde' mag worden aangevallen.
Om weer speelgerechtigd te zijn moet hij via de kortste weg de doellijn naast zijn eigen doel overschrijden. Bij het verdedigen van het doel is gebruik van de handen enkel toegestaan in het doelgebied in de kleine cirkel. Een gevangen bal moet binnen de verdedigingslijn (halve cirkel met straal van 4 meter) weer op de grond worden gebracht. In het strafgebied mag zich van elke ploeg slechts één speler ophouden, de aanvaller slechts wanneer ook de bal zich in het strafgebied bevindt. Overtredingen binnen het strafgebied leveren de verdedigende ploeg een strafbal op die op een afstand van 4 meter, vanaf de strafbalstip, direct op het doel moet worden geslagen. Gaat tijdens het spel de bal over de achterlijn dan volgt een uit- of hoekbal, al naargelang welke ploeg het laatst de bal heeft geraakt. Overtredingen op de rest van het speelveld worden met een vrije slag beboet. Bij het nemen van een vrije slag moet de tegenpartij minstens 4 meter van de bal verwijderd zijn.
Een overwinning levert 3 punten op, een gelijkspel 1 punt en een verliespartij 0 punten. Tijdens het verloop van een speeldag of tornooi worden er vijf tot zeven wedstrijden betwist. Bij eindiging met gelijk aantal punten beslist het doelgemiddelde, bij kampioenschappen en internationale wedstrijden vinden om de eerste plaats beslissingswedstrijden plaats.
Naast het spelen met ploegen bestaande uit twee spelers in de zaal, wordt er ook gespeeld met teams die zijn samengesteld uit 5 of 6 personen. Er gelden dan afwijkende spelregels, zo wordt onder andere niet gespeeld met een 'vliegende' keeper, maar met een 'vaste' doelman. Fietsbal met 5 spelers wordt ook wel in de zaal beoefend, er wordt dan gespeeld op een handbalveld. Het spel met 6 spelers (middenvoor, twee buitenspelers, twee verdedigers en een doelman) wordt uitsluitend op een veld in openlucht gespeeld. De speeltijd is doorgaans 2 × 20 minuten. Het veld meet 40 × 40 tot 50 × 70 meter en bestaat uit grasland of gewalste zandbodem.

## Speelveld en materiaal

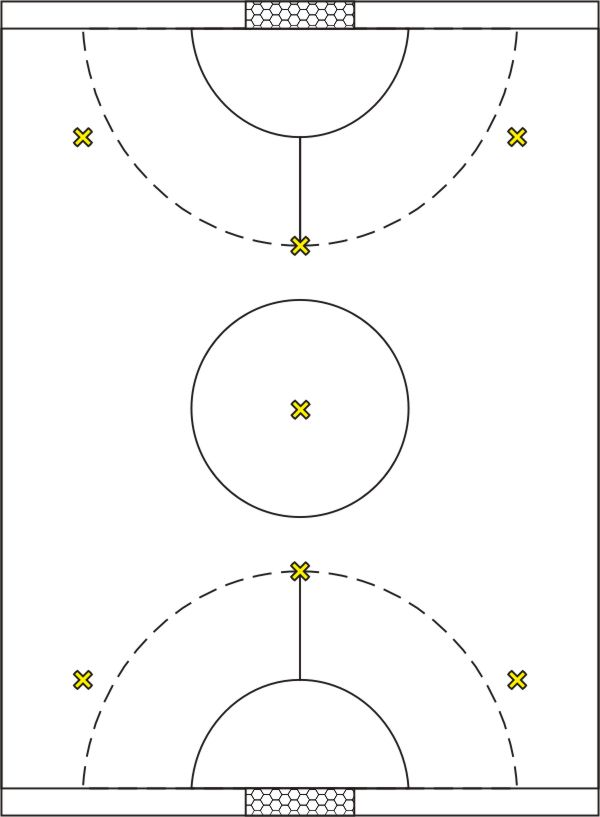
Speelveld

De internationale afmetingen van het speelveld zijn 11 × 14 meter, de doelen zijn 2 meter breed en 2 meter hoog. Het veld is voorzien van belijning; voor de doelen is het strafgebied aangegeven door middel van een halve cirkel met een straal 2 meter, uitgezet vanuit het midden van de doellijnen. Twee meter daarvoor en evenwijdig aan de voorste begrenzing van het strafgebied bevindt zich de verdedigingslijn, dit is een regelmatig onderbroken lijn die zich met een straal van 4 meter vanuit het midden van het doellijn bevindt. Op deze lijn, recht voor het midden van het doel, bevindt zich de strafslagstip. In midden van het speelveld bevindt zich de middenstip van waaruit de middencirkel is uitgezet met een straal van twee meter. Verder zijn op het speelveld door middel van een stip de plaatsen aangegeven van waaruit een hoekbal dient te worden genomen. Deze markeringen bevinden zich 1 meter van de zijkant, en 2 meter van de achterlijn. Om het speelveld is een houten afscherming opgesteld die moet voorkomen dat de bal zijwaarts buiten het veld rolt. Deze afscherming heeft een hoogte van 30 cm en loopt schuin af, zodat spelers niet met de pedalen blijven hangen als ze er vlak langs rijden. Achter de achterlijn blijft een vrije ruimte (tot 1 meter breed) over voor het uitrijden en keren.
De speciaal voor deze sport gemodificeerde en extra verstevigde fiets is voorzien van een 1:1 overbrenging op de vaste naaf, door het ontbreken van een vrijloop is het mogelijk om nagenoeg stil te staan en zowel voor- als achteruit te fietsen. De fiets heeft een verlengde bovenstang waaraan zich op het uiteinde, boven het achterwiel, het smalle zadel bevindt. De banden zijn vrijwel profielloos en staan onder hoge druk. Een bijzondere vorm heeft ook het stuur waarvan de uiteinden bijna loodrecht naar boven staan.
De bal bestaat uit een stoffen of linnen omhulsel dat met paardenhaar is opgevuld, deze stuitert bijna niet. Hij weegt 500 tot 600 gram en heeft een diameter van ongeveer 18 centimeter.

## Techniek
In nauwe samenhang met de techniek staat de bijzondere constructie van de speciale fiets. Met de voortdurende verbetering van de fietsen is natuurlijk ook de techniek van het fietsbal vervolmaakt. Tegenwoordig wordt duidelijk sneller gespeeld dan vroeger. Om bij het cyclobal tot de topklasse te kunnen geraken heeft een team een relatief lange aanloop- en trainingstijd nodig. Naargelang temperament en constitutie van de speler zijn er defensieve en aanvallende tactieken. De belangrijkste voorwaarde voor succes is het bijna automatische samenspel met de ploeggenoot. Daarbij is van belang om de op de kleine ruimte snel wisselende situaties en kansen bliksemsnel te overzien. Daarbij moet flitsend worden gereageerd, gekoppeld aan de kunst van evenwicht, keren, stoppen, en het voorwaarts en achterwaarts rijden en springen met de fiets. Een kunst die dicht bij de acrobatische behendigheid van een kunstfietser komt. Met het rukkend draaien van voor- en achterwiel en het secondensnel optrekken van de fiets wordt de bal in de richting van het doel gewerkt, gespeeld of geslagen. Omdat de speler tijdens het spel niet in het zadel zit maar meestal rechtop staat is alleen al hiervoor een bijzondere goede conditie vereist.

## Clubs in België
Beringen (Beverlo), Genk, Gent, Ieper Zwartberg

## Clubs in Nederland
- Heerlen (KVW "De Heidebloem")
- Veenwouden (VVV "Velo Voetbal Veenwouden"), 1985-1989[bron?]